# Euandroblatta selousi
Euandroblatta selousi är en kackerlacksart som beskrevs av Rehn, J. A. G. 1937. Euandroblatta selousi ingår i släktet Euandroblatta och familjen småkackerlackor. Inga underarter finns listade i Catalogue of Life.